# Alfred Jennewein
Alfred Jennewein (* 14. Juni 1893 in Stuttgart; † 21. Juni 1986) war ein deutscher Lehrer, Bibliotheksleiter und Präsident der Sektion Stuttgart sowie des Deutschen Alpenvereins (DAV).

## Leben
In Stuttgart ging Alfred Jennewein auf die Bürgerschule, besuchte das evangelische Lehrerseminar in Backnang und arbeitete nach der ersten Dienstprüfung bis 1914 als Lehrer in Waldrennach. Nach seiner Soldatenzeit im Ersten Weltkrieg folgte die zweite Dienstprüfung, der sich ein Studium an der Universität Tübingen in den Fächern Pädagogik, Mathematik und Physik anschloss. Sein Interesse galt der Erwachsenenbildung, insbesondere dem „Verein zur Förderung der Volksbildung“, dem Vorläufer der heutigen Volkshochschule. In Stuttgarter Vororten und im Land Württemberg begann er Büchereien einzurichten. Maßgeblichen Anteil hatte er in dieser Zeit an der Bildung des Württembergischen Büchereiverbands. Gleichzeitig betreute er die Bücherei in Stuttgart-Cannstatt und war dazu ab 1922 Geschäftsführer des Landesausschusses für volkstümliches Büchereiwesen.
An der Deutschen Volksbücherei in Leipzig legte er 1930 das Examen für den Dienst an Volksbüchereien ab. Zunächst übernahm Jennewein die Volksbücherei in Stuttgart. Nach dem Zusammenschluss der von verschiedenen Volksbildungsvereinen getragenen Stuttgarter Volksbüchereien, die dann nach Auflösung des Trägervereins 1950 von der Stadt übernommen wurde und sich fortan Stadtbücherei nannte, wurde Jennewein deren Direktor. Bis zu seinem Ausscheiden aus dem Dienst 1958 gelang es, die Zahl der bestehenden Büchereien vor dem Krieg wieder herzustellen.

## Sektion Stuttgart
Der von den bergsteigerisch aktiven Turnern 1904 gegründeten Sektion Stuttgart trat Alfred Jennewein 1925 bei und stellte sich in der Folgezeit als Bücherwart und Beisitzer im Ausschuss zur Verfügung. In der Hauptversammlung von 1933 des Deutschen und Österreichischen Alpenvereins, die in Vaduz stattfand, wurde Stuttgart als künftiger Vereinssitz bestimmt. Dort berief man Alfred Jennewein 1934 als Kulturreferent in den unter Paul Dinkelacker amtierenden Verwaltungsausschuss. Hier stellte er sein Fachwissen, seine Gründlichkeit und seine Arbeitskraft als Referent für wissenschaftliche Veröffentlichungen, Vortragswesen und Vereinssammlungen zur Verfügung. In jene Zeit fiel der Umzug der Alpenvereinsbücherei (54.000 Bände und 25.000 Lichtbilder) in die neuen Räume in der Knöbelstraße in München, die Umgestaltung des Alpinen Museums auf der Praterinsel und die Neuorganisation der Alpenvereinszeitschriften Mitteilungen und Bergsteiger. Auf der Hauptversammlung 1938 in Friedrichshafen brachte der damalige 1. Vorsitzende Raimund von Klebelsberg den Dank mit folgenden Worten zum Ausdruck:

„Herr Direktor Jennewein, der vor dem großen Forum der Hauptversammlung nicht so sehr hervorgetreten ist, hat in stiller Arbeit im Verwaltungsausschuss sehr viel für den Verein getan. Ihm schulden wir sehr viel Dank.“

Nach der Kapitulation von 1945 ging Alfred Jennewein unermüdlich an den Wiederaufbau der Stadtbücherei in Stuttgart. Mit dem am 10. Oktober 1945 erlassenen Gesetz Nr. 2 des Alliierten Kontrollrates wurde der DAV als Teil des Nationalsozialistischen Reichsbund für Leibesübungen (NSRL) für aufgelöst erklärt und sein Eigentum beschlagnahmt. Jennewein kümmerte sich nun um das Aufbauwerk des Alpenvereins in den westlichen Besatzungszonen. 1948 wurde er als geschäftsführender Vorsitzender des Beirates der ein Jahr vorher gebildeten Beratungsstelle in Stuttgart berufen.
Nach der Neugründung des DAV-Hauptvereins auf der Hauptversammlung in Würzburg am 22. Oktober 1950 wurde Jennewein 1951 zum 1. Vorsitzenden gewählt, er bekleidete das Amt bis 1958. In einer Festrede 1952 in Stuttgart sagte Alfred Jennewein:

„Als große Gemeinschaft eigengeprägter Persönlichkeiten, gewachsen in der klaren Atmosphäre unserer Berge, gestählt im Kampf um eine eigengeartete Entfaltung und geleitet von einem übervollen Herzen, besitzt dieser Deutsche Alpenverein eine unerschöpfliche potentielle Kraft.“

In seine Amtszeit fallen die Rückgabe des deutschen Hüttenbesitzes in Österreich an den DAV und die Aufnahme des letzteren in die multilateralen Abkommen. Direktor Jennewein hat die Geschichte des Vereins also in entscheidungsträchtiger Zeit an entscheidender Stelle mitgeprägt. 1954 wurde die Sektion Stuttgart 50 Jahre alt, auf der Sektionsfeier wurden vier Gründungsmitglieder und Alfred Jennewein zu Ehrenmitgliedern ernannt. 1958 erhielt Alfred Jennewein das Bundesverdienstkreuz 1. Klasse. Sein Bruder Eugen, der ebenfalls lange Jahre Mitglied der Sektion Stuttgart war, wurde 1959 zum Ehrenmitglied ernannt und 1967 ebenfalls mit dem Bundesverdienstkreuz bedacht.
Mit seinem Bruder Eugen Jennewein unternahm er schon 1912 die ersten Bergtouren in der Schweiz. Beide durchquerten das Wallis und überschritten den Col d’Herens. An der Holzwand des Gastraums der Simmshütte hängt ein Bild von Eugen Jennewein, er war hier Hüttenwart von 1928 bis Mitte der 1960er Jahre. Einige überlieferte Begehungen von Alfred Jennewein erfolgten in den Jahren 1951 und 1952, er war ein guter Felskletterer und beging die Triglav-Nordwand auf dem „Jahn-Zimmer-Weg“ (2863 m) in den Julischen Alpen und den Kopftörlgrat (2344 m) im Wilden Kaiser und bereits 64-jährig die Watzmann-Ostwand (2713 m) in den Berchtesgadener Alpen. Mit 77 Jahren stieg er noch auf das Württemberger Haus in den Lechtaler Alpen.
Nach Ablauf seiner Tätigkeit für den Gesamtverein diente Direktor Jennewein von 1959 bis 1973 als Erster Vorsitzender seiner Sektion Stuttgart, als Anerkennung ernannten sie ihn 1973 zu ihrem Ehrenvorsitzenden. Am 21. Juni 1986 starb Alfred Jennewein nach kurzer Krankheit.

## Nachruf
- Nachruf Alfred Jennewein. In: Buch und Bibliothek, Jahrgang 1986, Seite 672, Autor: Wolfgang Thauer. ISSN 0340-0301

## Werke
- Jennewein Alfred. Das Prinzip der Selbständigkeit und das Subsidiaritätsprinzip im Deutschen Alpenverein. Eine Betrachtung zur Denkschrift des Hauptausschusses vom Dezember 1959. Stuttgart im Januar 1960.
- Jennewein Alfred. Zum Aufbau des volkstümlichen Büchereiwesens in Württemberg. Stuttgart: Verein zur Förderung der Volksbildung, 1928. Herausgegeben vom Landesausschuß für volkstümliches Büchereiwesen.